# Honigbrunnen

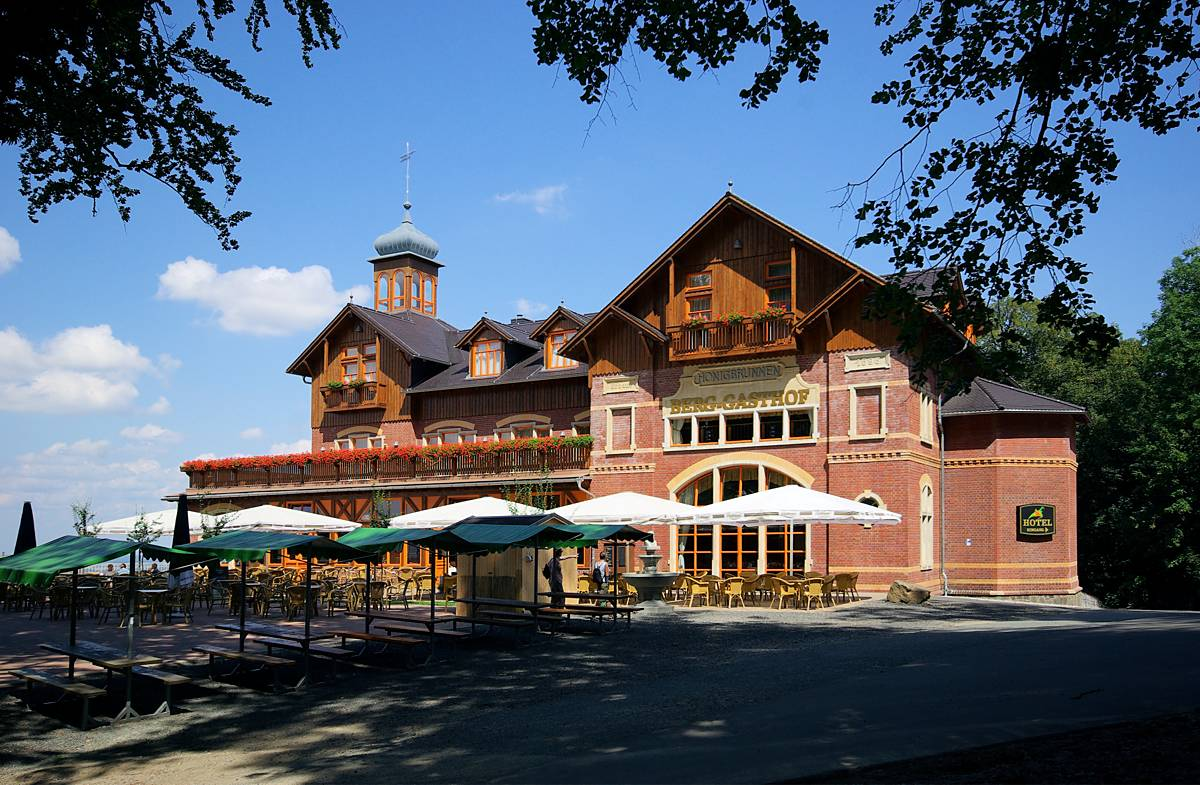
Honigbrunnen (2009)

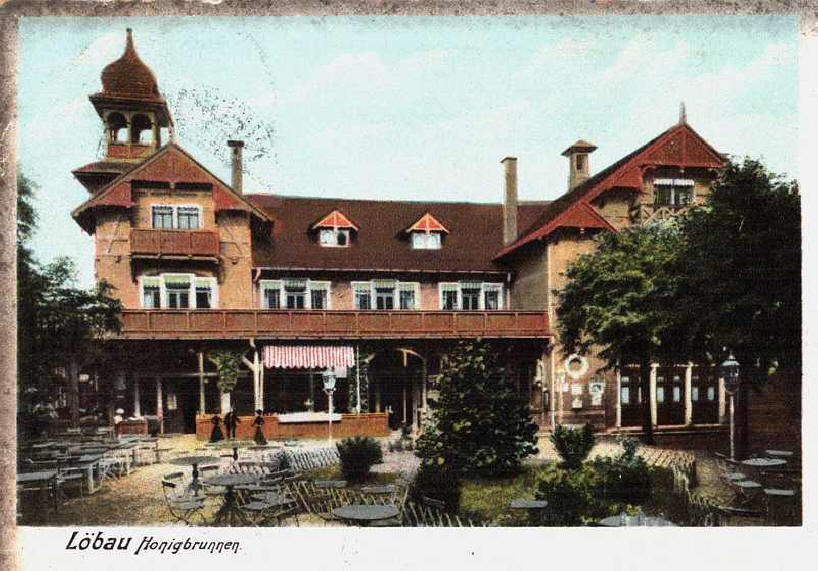
Honigbrunnen (1900)

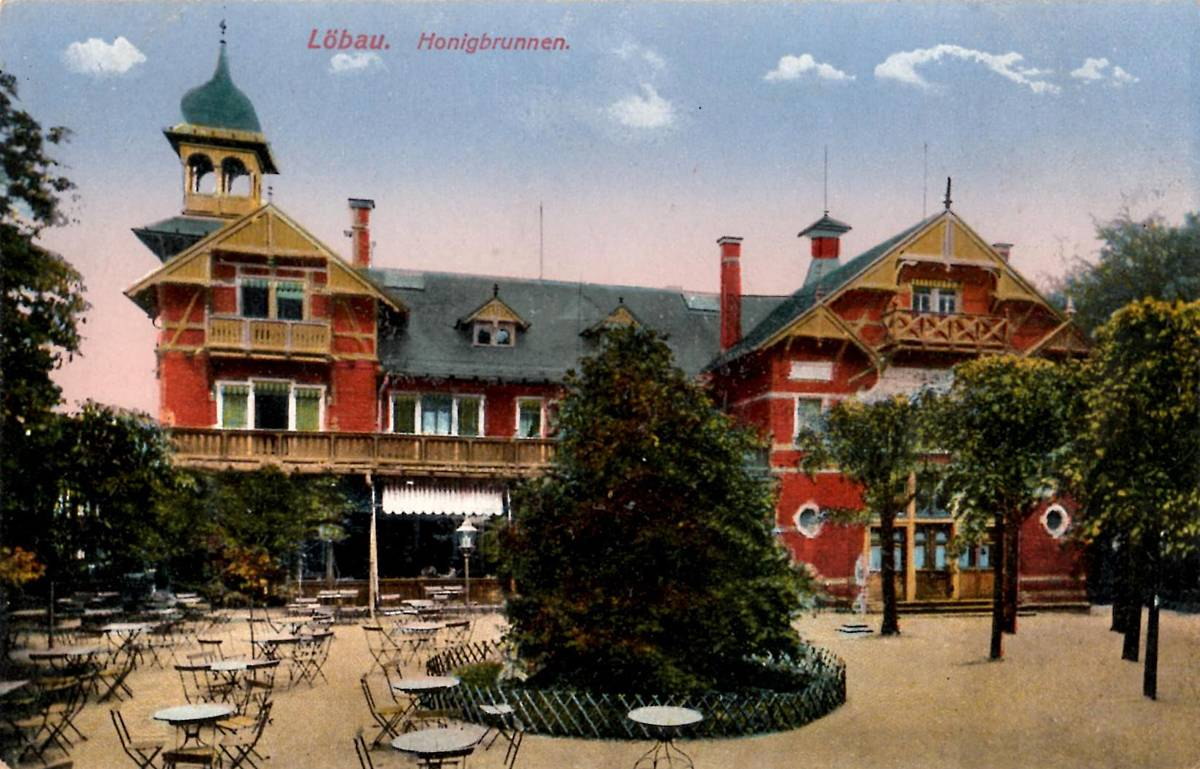
Honigbrunnen (1917)

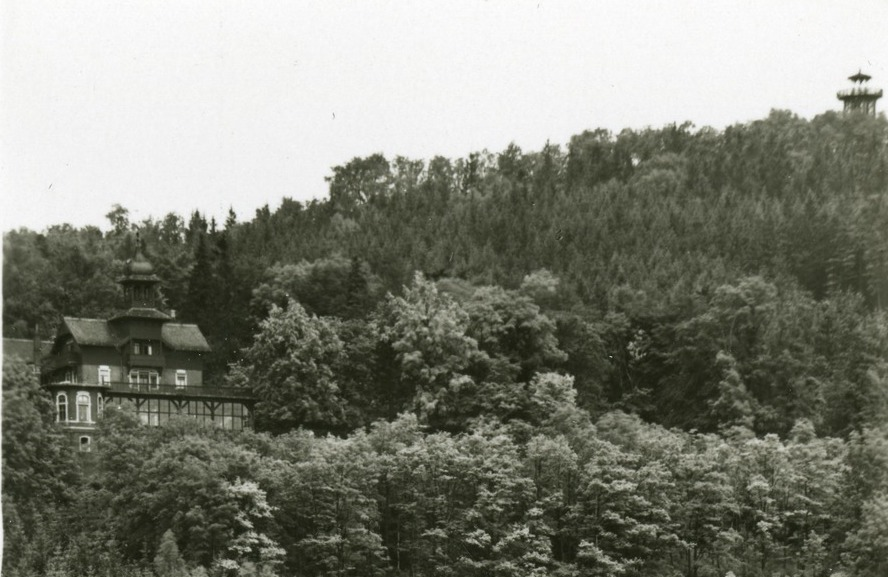
Lage des Honigbrunnens auf dem Westhang des Löbauer Berges, am oberen rechten Rand der König-Friedrich-August-Turm (Postkarte von 1931)

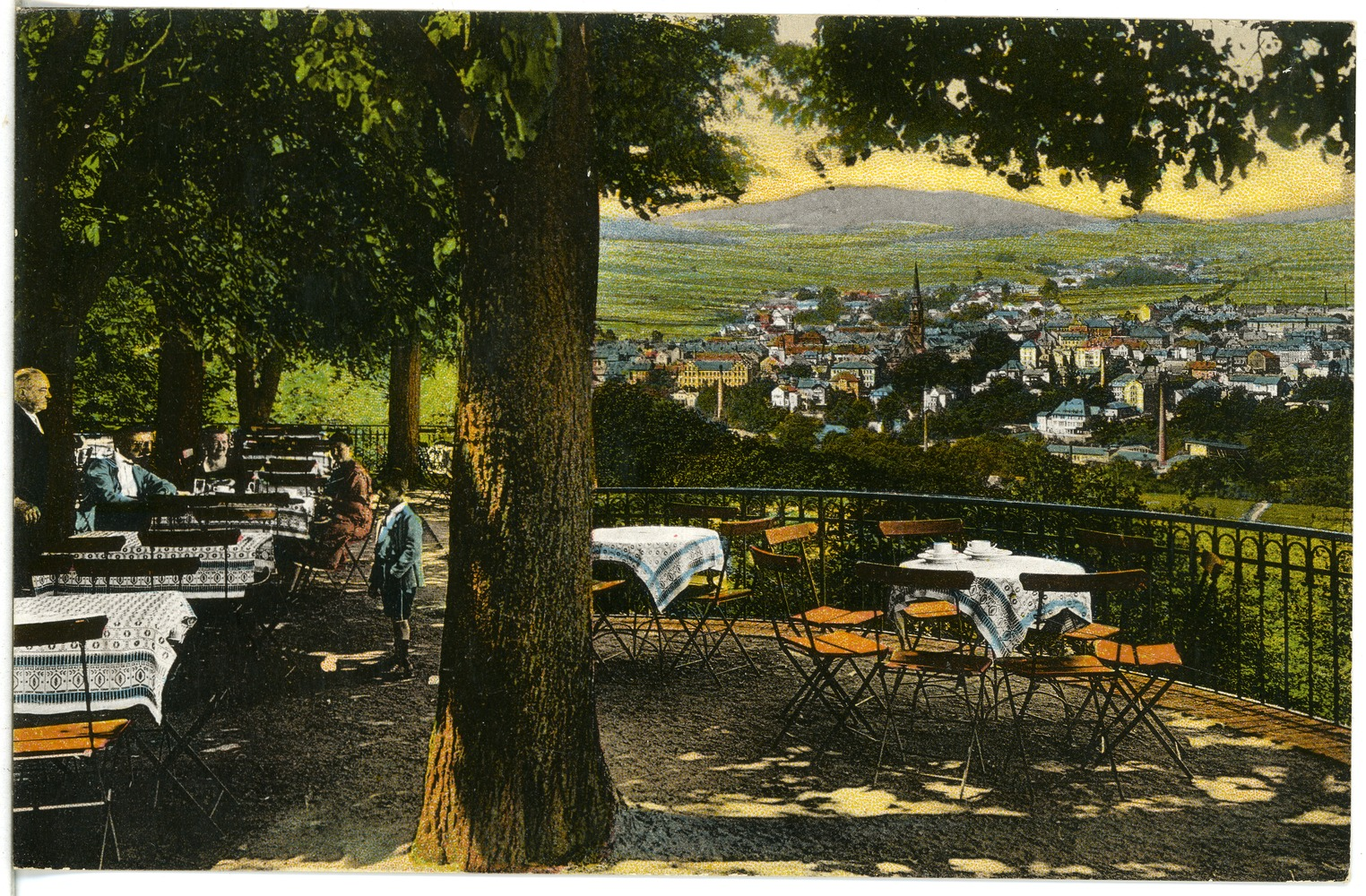
Blick von der Außenterrasse des Honigbrunnens auf die Stadt Löbau (Postkarte von 1925)

Der Honigbrunnen ist ein unter Denkmalschutz stehender Berggasthof auf dem Westhang des Löbauer Berges.

## Beschreibung
Das Bauwerk ist ein „großer vielteiliger Klinkerbau mit hölzernen Bauteilen“ und gilt als „baugeschichtlich, ortsgeschichtlich und landesgeschichtlich von Bedeutung“. Der Honigbrunnen verdankt seinen Namen einer Legende: in der Nähe des Berggasthofes soll sich eine Quelle, deren Wasser süß wie Honig gewesen sein soll, befunden haben. Wegen seiner Lage auf dem Westhang des Löbauer Berges und der Aussicht auf die am Fuße des Berges gelegene Stadt von der Außenterrasse des Berggasthofes aus, wird der Honigbrunnen auch als „der Balkon Löbaus“ bezeichnet.

## Geschichte
Die ersten Erwähnungen des Honigbrunnens gehen auf das Jahr 1681 zurück. Die ersten Gebäude wurden zwischen 1841 und 1844 erbaut, die spätere Restauration folgte 1854.

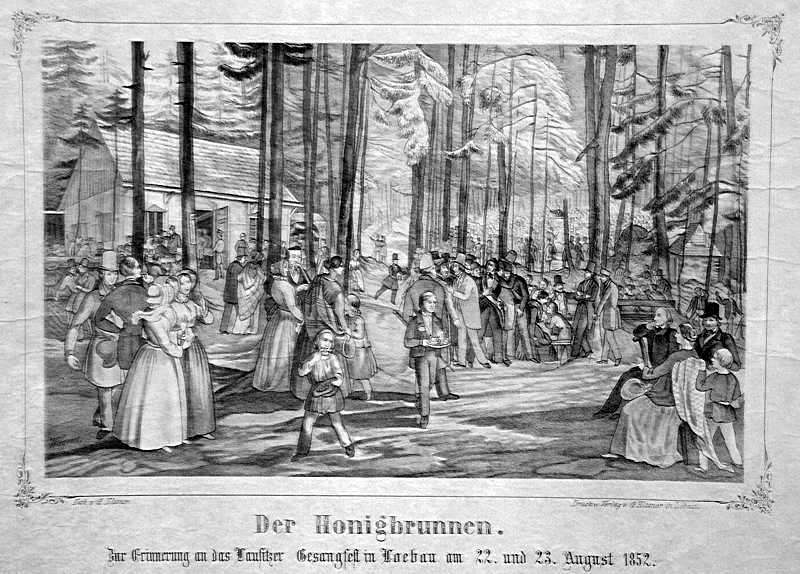
Lausitzer Gesangfest am Honigbrunnen in Löbau (1852)
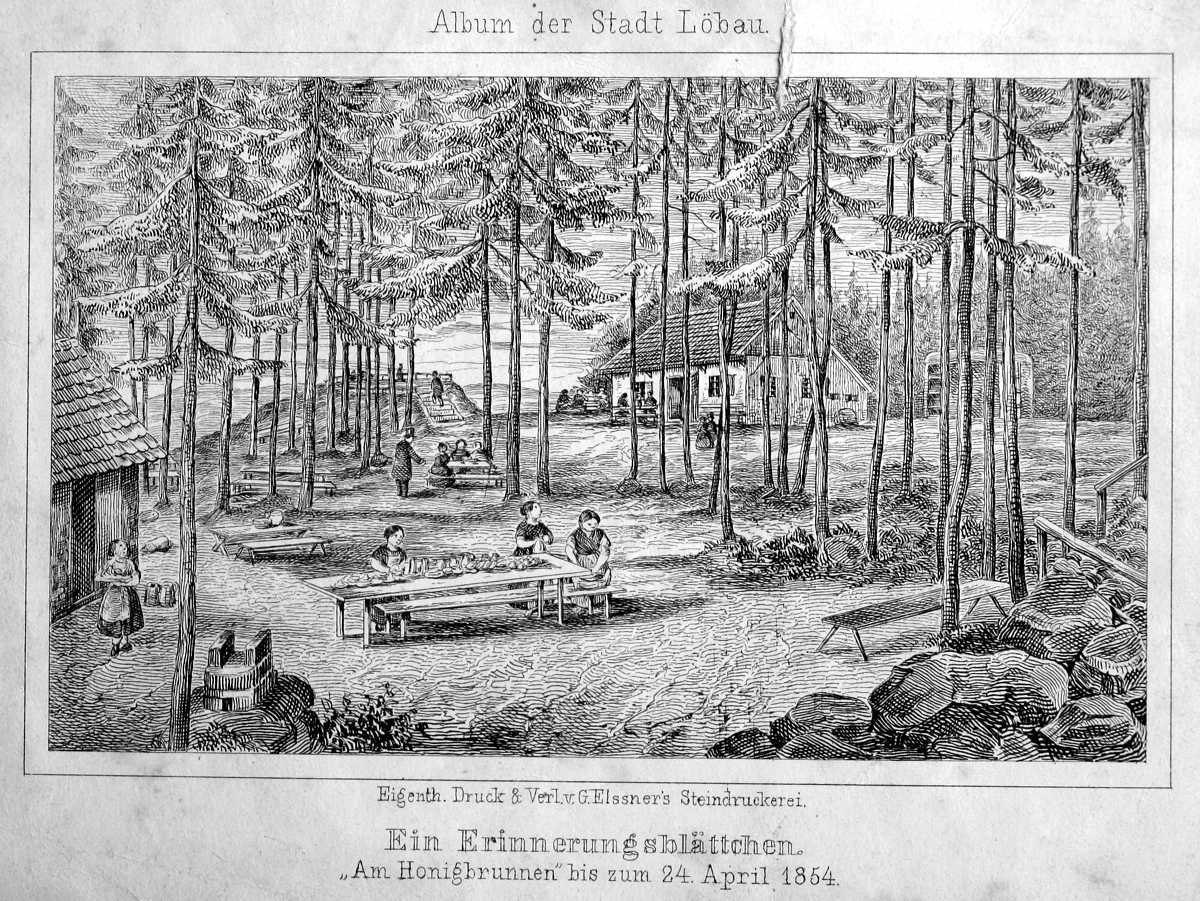
Honigbrunnen vor dem Umbau (1854)
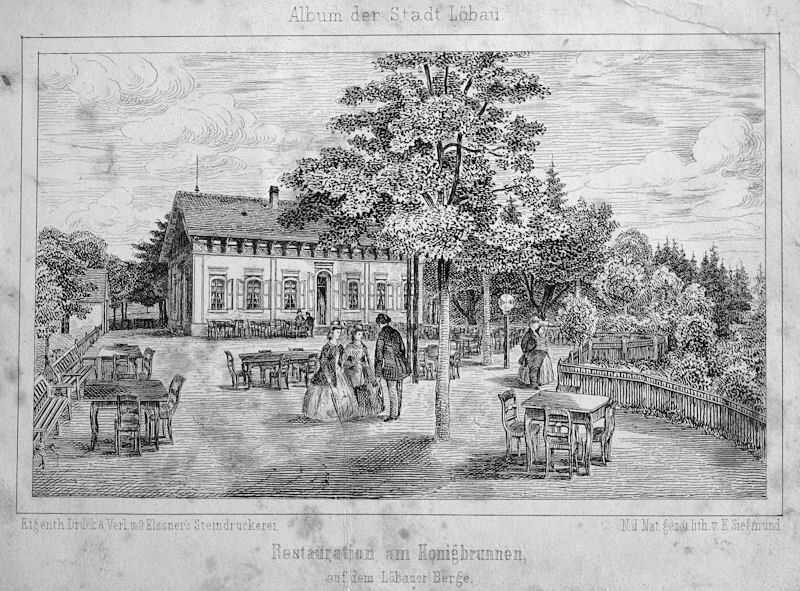
Honigbrunnen nach dem Umbau (1854)

1890 beschloss der Löbauer Stadtgemeinderat den Um- und Neubau des Restaurationsgebäudes. Drei Jahre später wurde dazu ein Wettbewerb unter deutschen und österreichischen Architekten ausgeschrieben. Es setzte sich der Entwurf „Dir mein Löbau, zur Zier“ der Architekten Rudert und Müller durch und wurde anschließend umgesetzt. Das Richtfest wurde im August 1896 gefeiert und die Eröffnung des Restaurants fand am 1. Juni 1897 statt. In der Folge wurde der Berggasthof von mehreren Pächtern bewirtschaftet. Der wohl längste Pächter war Emil Miethang, der den Gasthof von 1904 bis Anfang der 1930er Jahre betrieb. In diese Zeit fällt die Errichtung der Rodelbahn in der Nähe des Gasthofes (1909).

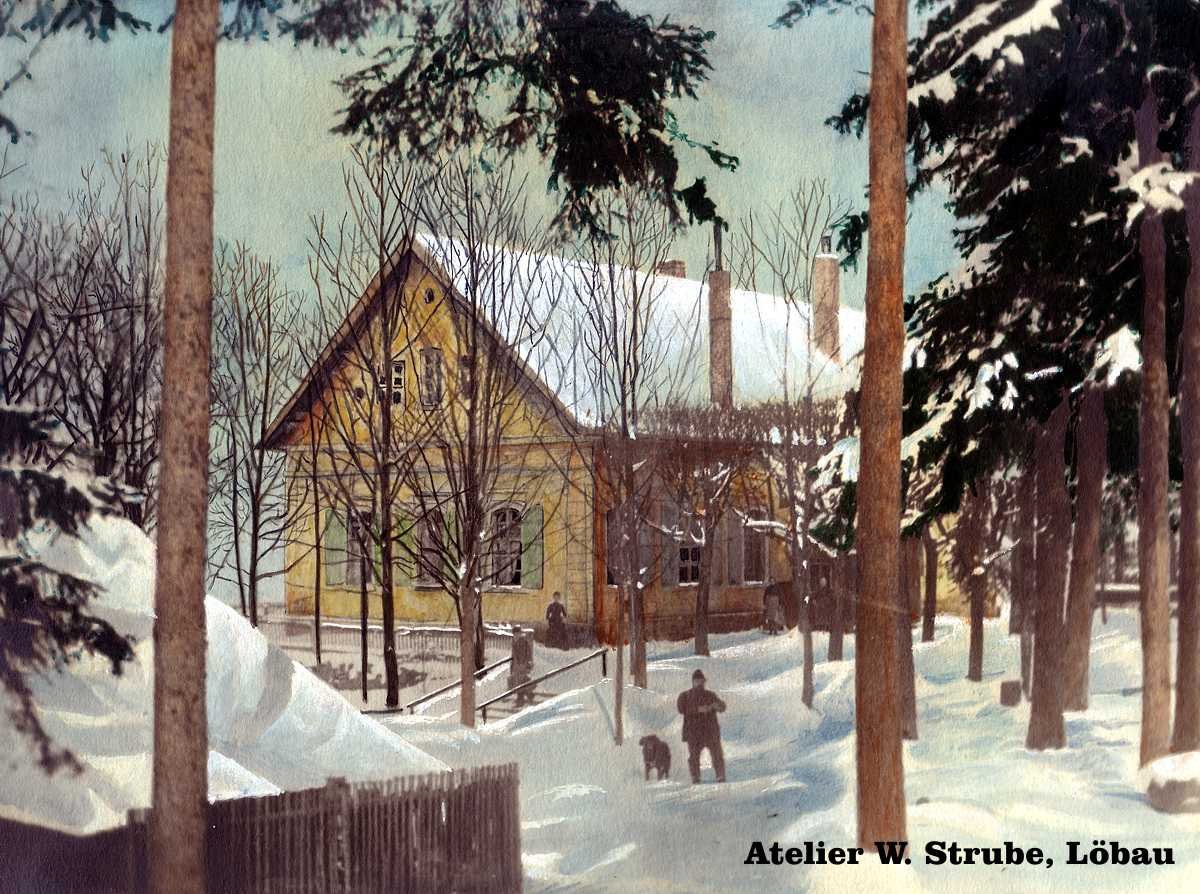
Honigbrunnen vor dem Um- und Neubau (um 1890)
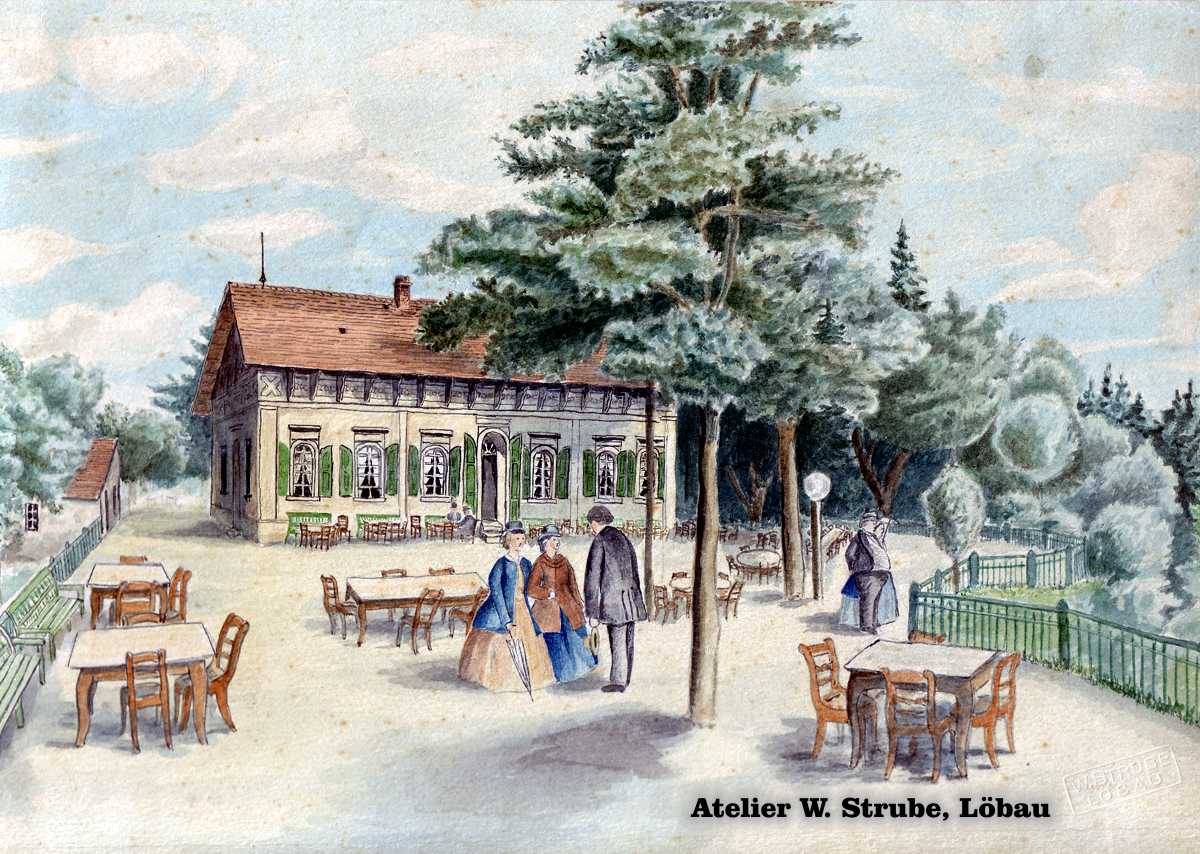
Honigbrunnen vor dem Um- und Neubau (um 1890)
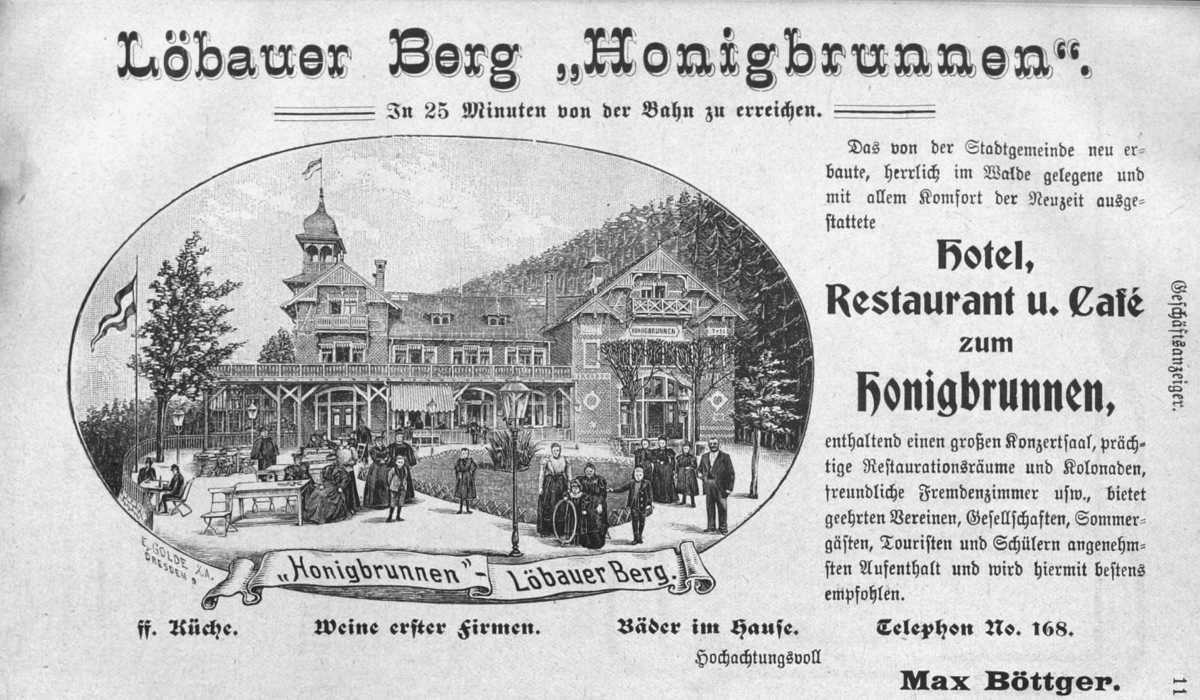
Honigbrunnen, Anzeige im Löbauer Adressbuch (1902)
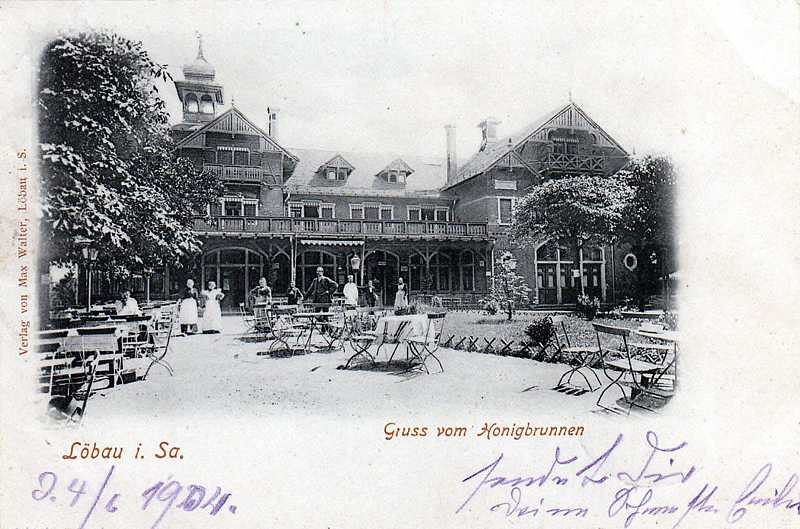
Honigbrunnen nach dem Um- und Neubau (Postkarte von 1904)

Nach dem Endes des Zweiten Weltkriegs übernahm die Handelsorganisation (HO) 1952 Restaurant und Hotel und baute das Gebäude in den Jahren 1957 und 1958 zu einem Ferienheim für die Deutsche Reichsbahn um. In der Folge galt der Honigbrunnen als beliebtes Ausflugsziel in der Oberlausitz.
Anfang 1989 kam es zu einer Havarie der Kesselanlage und der Berggasthof musste am 1. Februar 1989 geschlossen werden. In der Folge verfiel das Gebäude aufgrund des Fehlens von Investoren zunehmend. Die Stadt Löbau errichtete eine asphaltierte Zufahrt zum Objekt. Nachdem es in der Silvesternacht 1999/2000 zu einem Brand im Honigbrunnen gekommen war, der den Berggasthof zur Ruine machte, scheiterten Anfang der 2000er-Jahre verschiedene neue Betreiberkonzepte und das Objekt lag bis zu seinem Verkauf im Jahr 2003 brach.
Nachdem die MBE Maschinenbau Eibau GmbH den verfallenen Berggasthof für den symbolischen Preis von 1 Euro von der Stadt erworben hatte und die Honigbrunnen GmbH sowie der Verein Kulturlichtung Honigbrunnen e. V. gegründet wurden, begann 2004 die Konzeptualisierungsphase für den Wiederaufbau des Gebäudes und es wurde mit der Erhaltung und Restaurierung begonnen. Dabei wurden zunächst das Gebäude gesichert sowie die Außenanlagen und Freifläche mit der sogenannten „Konzertmuschel“, einem Konzert- und Veranstaltungspavillon, instand gesetzt. Um das notwendige Geld für die Sanierung zu erhalten, wurden verschiedene Freiveranstaltungen organisiert und ausgetragen. Nachdem dieses Geld gesammelt werden konnte, wurde mit der Entkernung sowie anschließendem Wiederaufbau begonnen. Die Kosten für den Wiederaufbau wurden auf 3,5 Millionen Euro beziffert.
Die Wiedereröffnung des Berggasthofs und -hotels nach der Sanierung erfolgte am 1. Dezember 2006. Die offizielle Einweihung fand zum 110. Jubiläum der Eröffnung des Honigbrunnens vom 6. bis 8. Juli 2007 statt. Für Konzept, Sanierung und Betreibung des Hotels & Restaurants „Honigbrunnen“ Löbau erhielten die MBE Maschinenbau Eibau GmbH und die Kulturlichtung Honigbrunnen e. V. den trinationalen Innovationspreis INNOVATION 2006 der Euroregion Neisse-Nisa-Nysa.

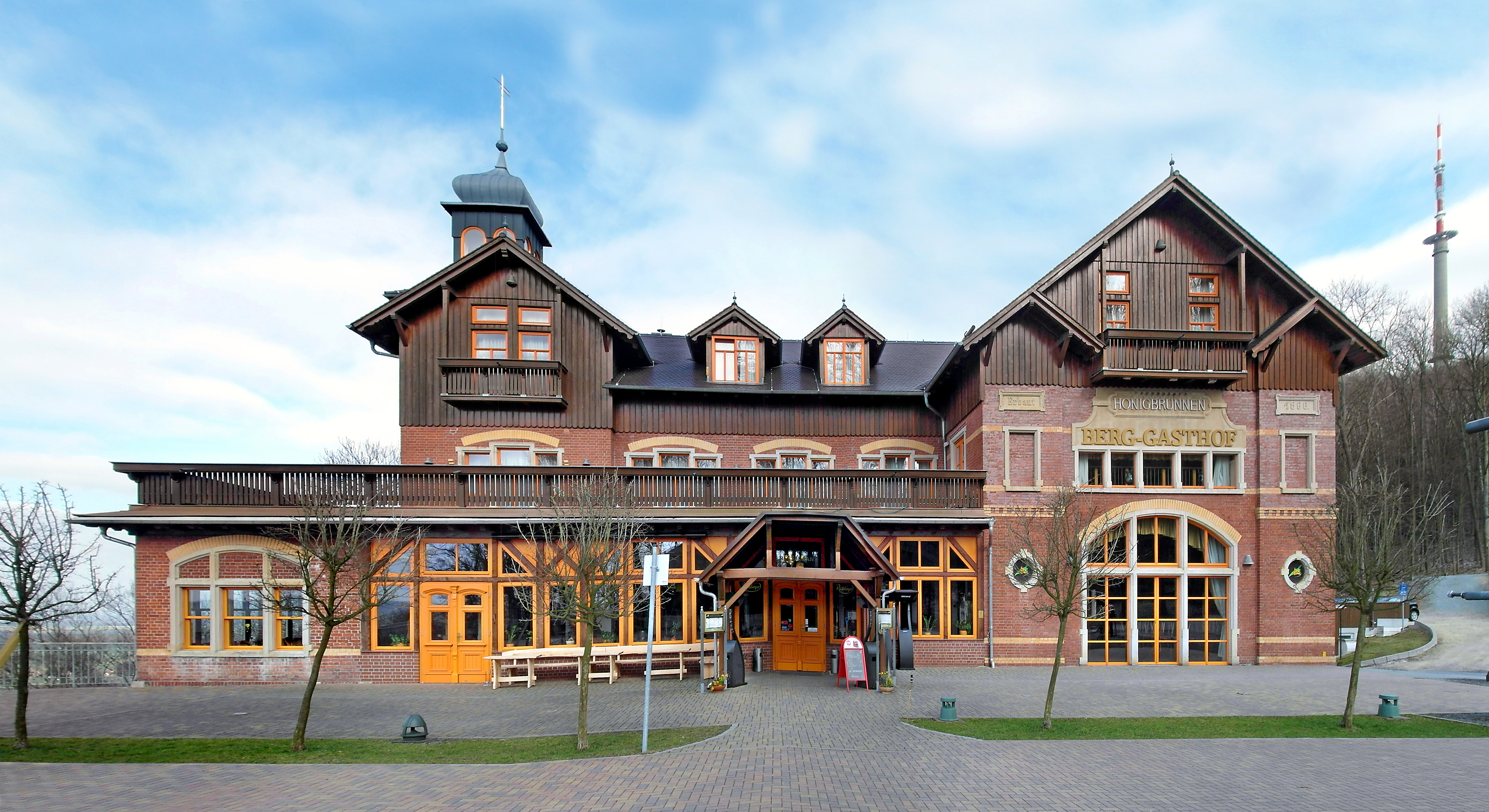
Außenansicht (2017)
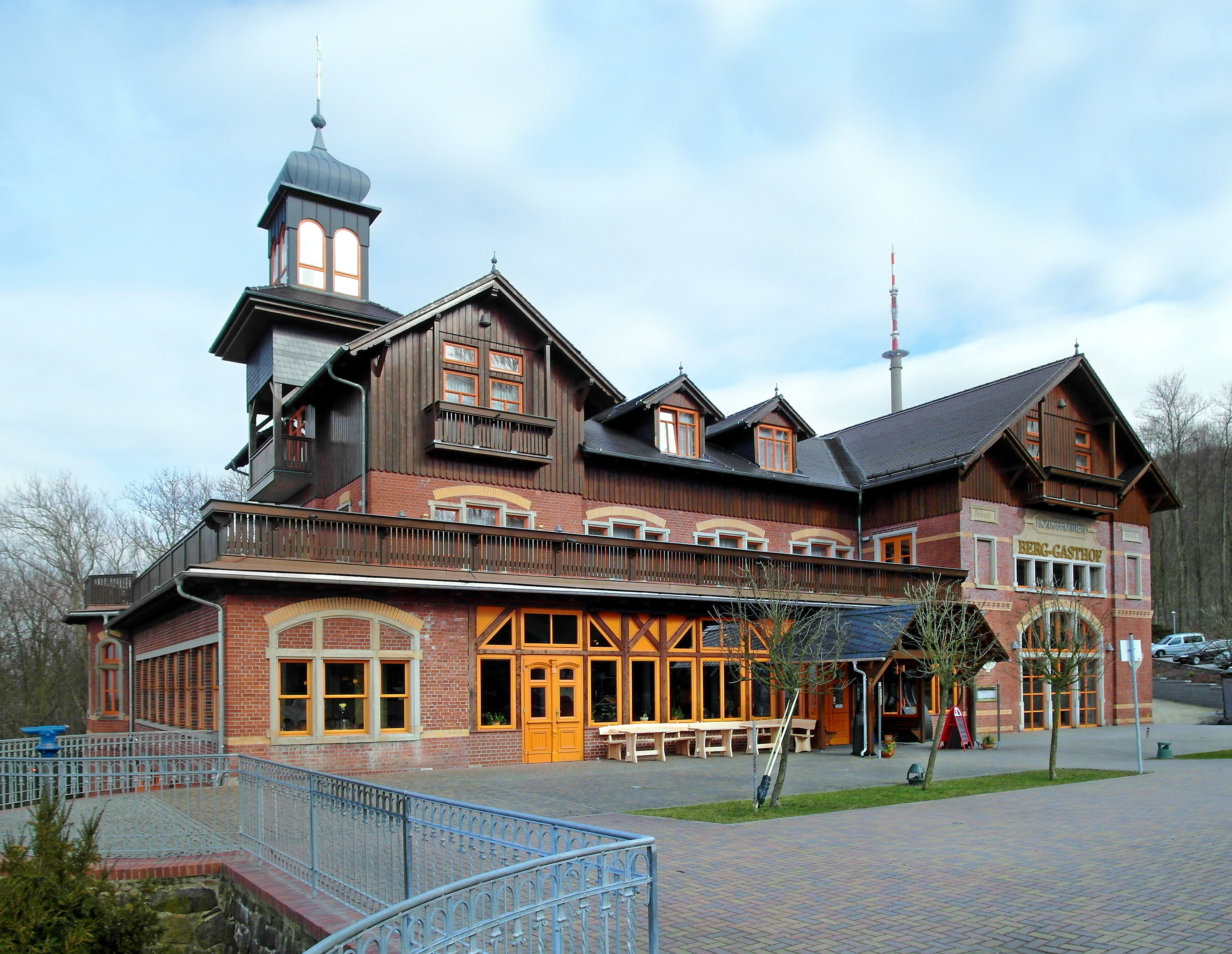
Außenansicht, Blick von Nordwesten (2017)
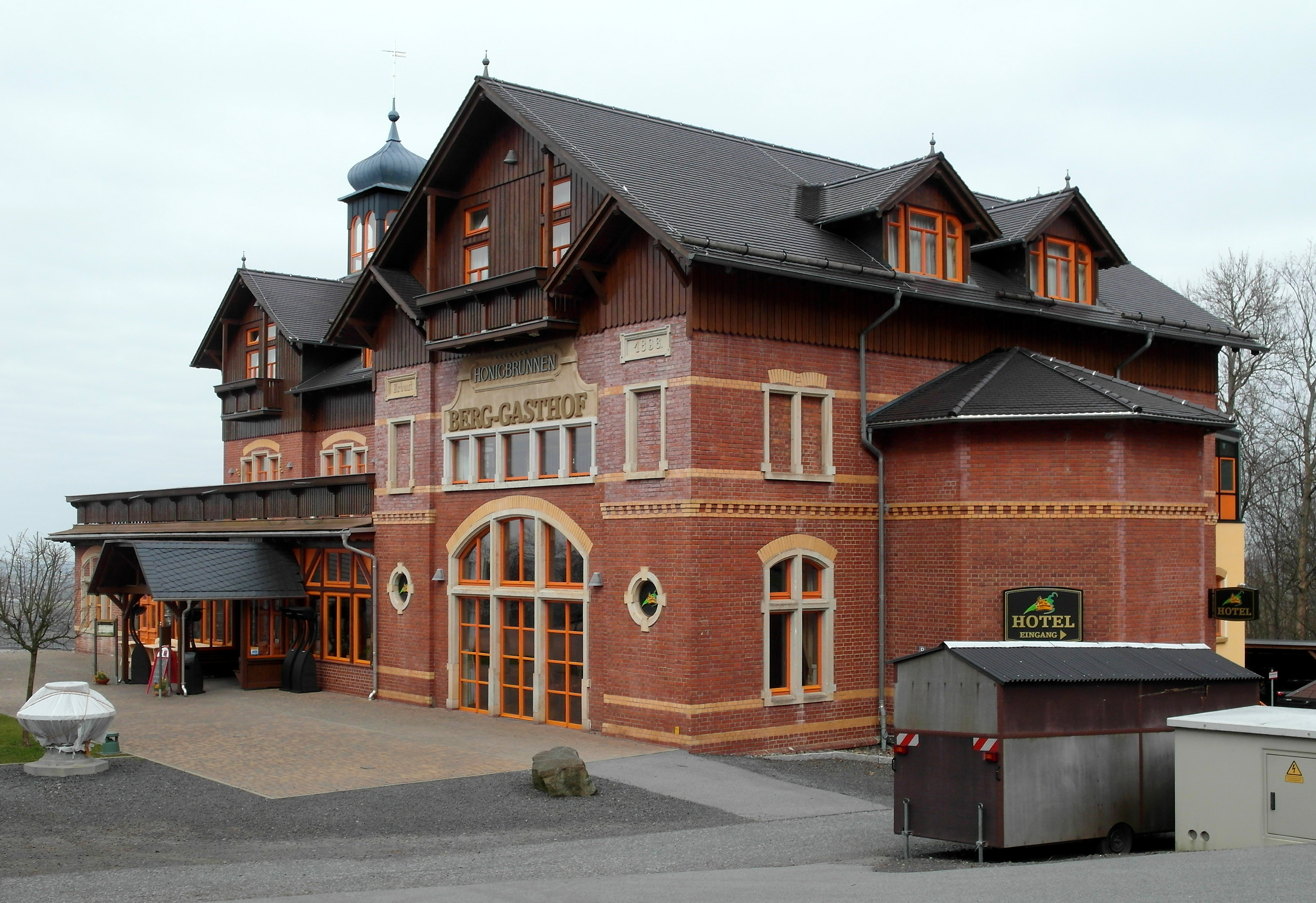
Außenansicht, Blick von Süden (2017)
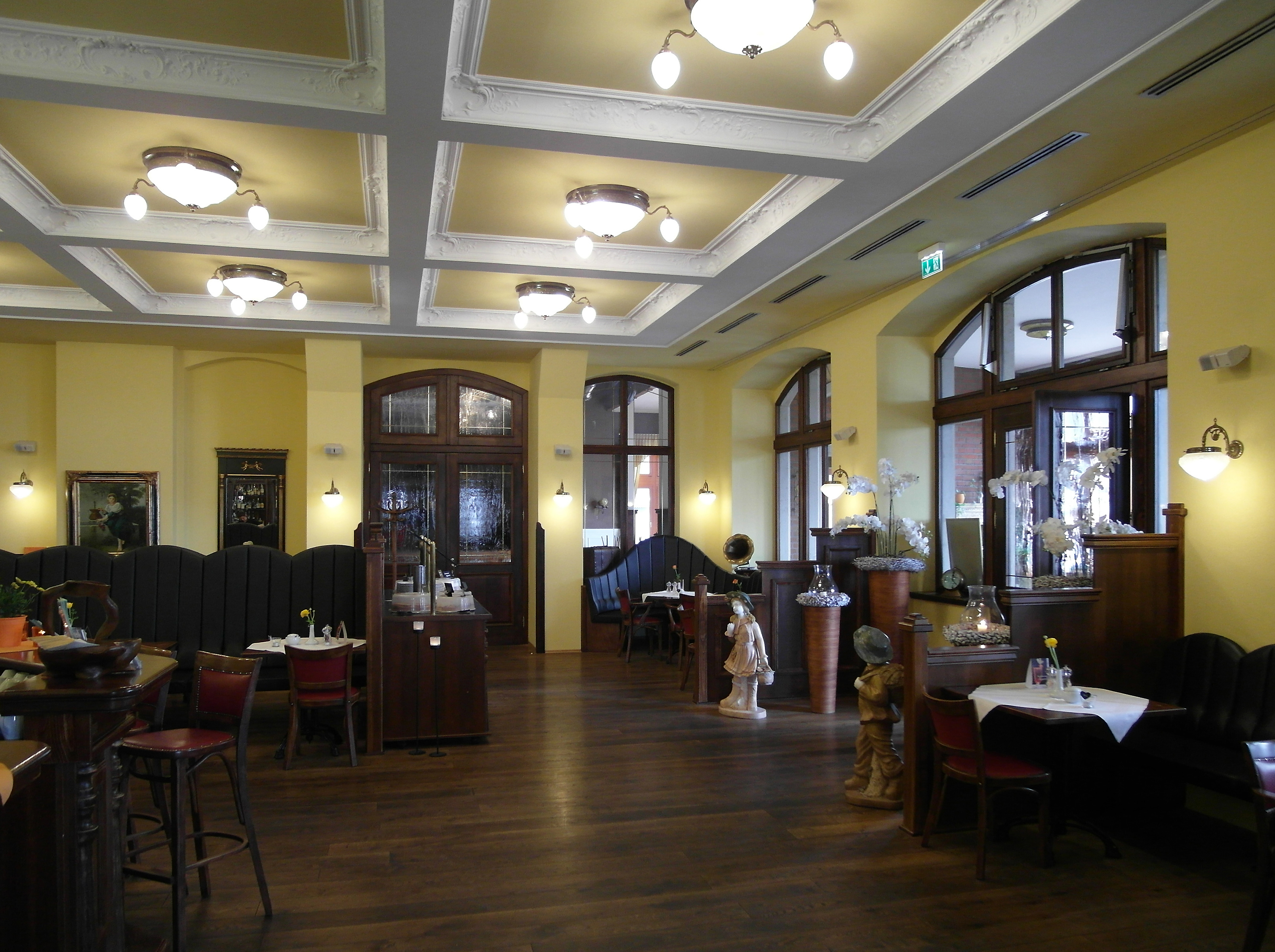
Inneneinrichtung des Honigbrunnens (2017)
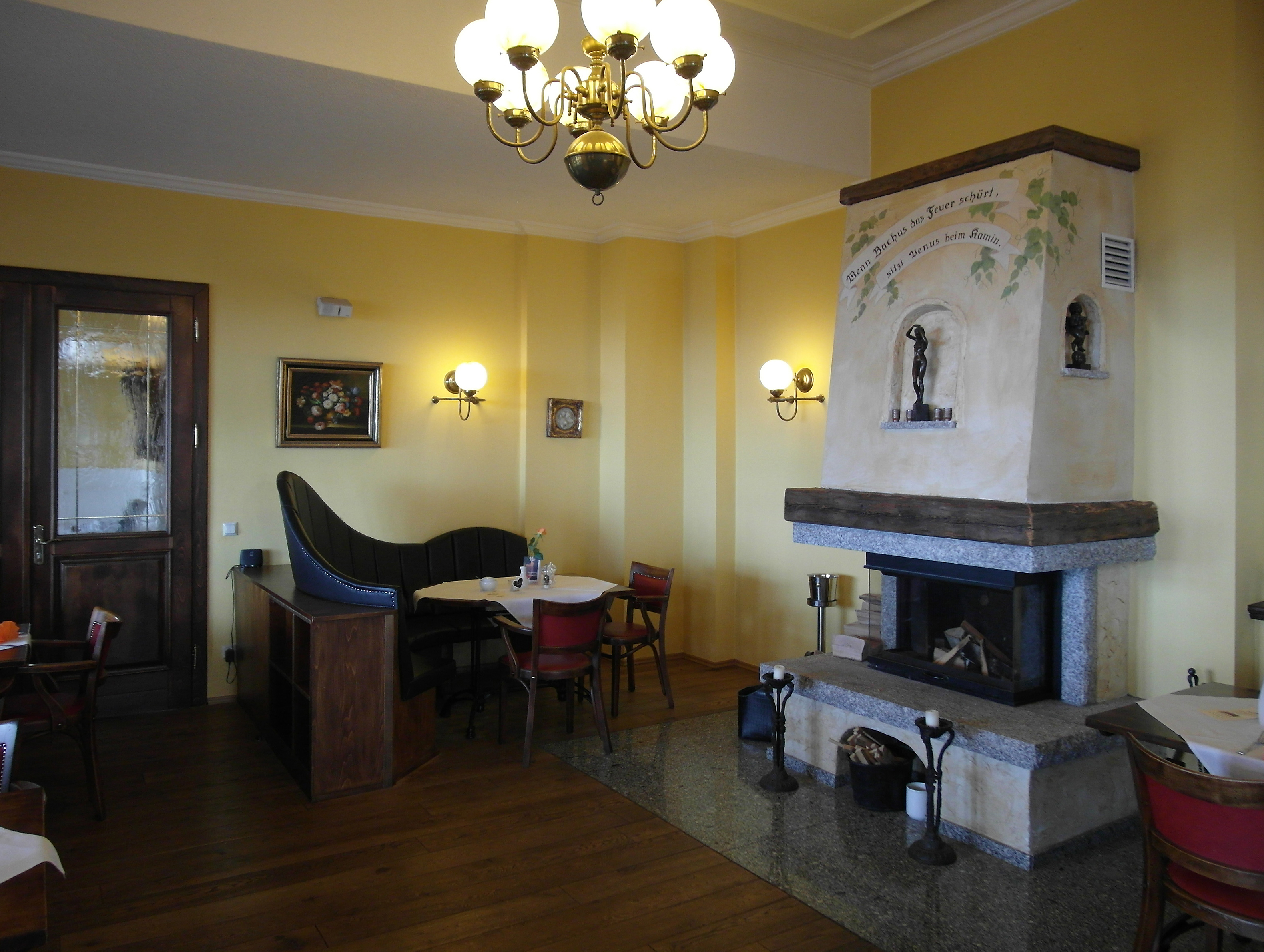
Inneneinrichtung des Honigbrunnens (2017)